# Vella Lavella
Vella Lavella is een eiland in de Salomonseilanden. Het is 640 km² groot en het hoogste punt is 793 m. Het eiland behoort tot de New Georgia Eilanden, onderdeel van de Westelijke provincie van de Salomonseilanden. 

## Geografie
Het ligt ten zuiden van het eiland Choiseul. Het eiland is vulkanisch van oorsprong  en is plaatselijk omringd door koraalriffen. Er zijn alleen bewijzen voor vulkanische activiteit in prehistorische tijden. Dankzij rivieren die van het heuvelland naar de kust stromen, is er geïrrigeerde tuinbouw mogelijk. Het eiland heeft een vochtig, tropische klimaat en wordt soms geteisterd door aardbevingen en cyclonen.  

## Fauna
Er komen 130 soorten vogels voor waaronder zes soorten die als kwetsbaar of bedreigd op de Rode Lijst van de IUCN staan en er zijn 14 endemische soorten waaronder de vellalavellabrilvogel (Zosterops vellalavella).
De volgende zoogdieren komen er voor: witte koeskoes (Phalanger orientalis) en de zwarte rat (Rattus rattus) (beide geïntroduceerd), de vleerhonden, Dobsonia inermis, Macroglossus minimus, Melonycteris fardoulisi, Pteropus admiralitatum, Pteropus rayneri, Pteropus woodfordi en Rousettus amplexicaudatus en de vleermuizen Mosia nigrescens en Hipposideros diadema.